# Bá tước xứ Wemyss

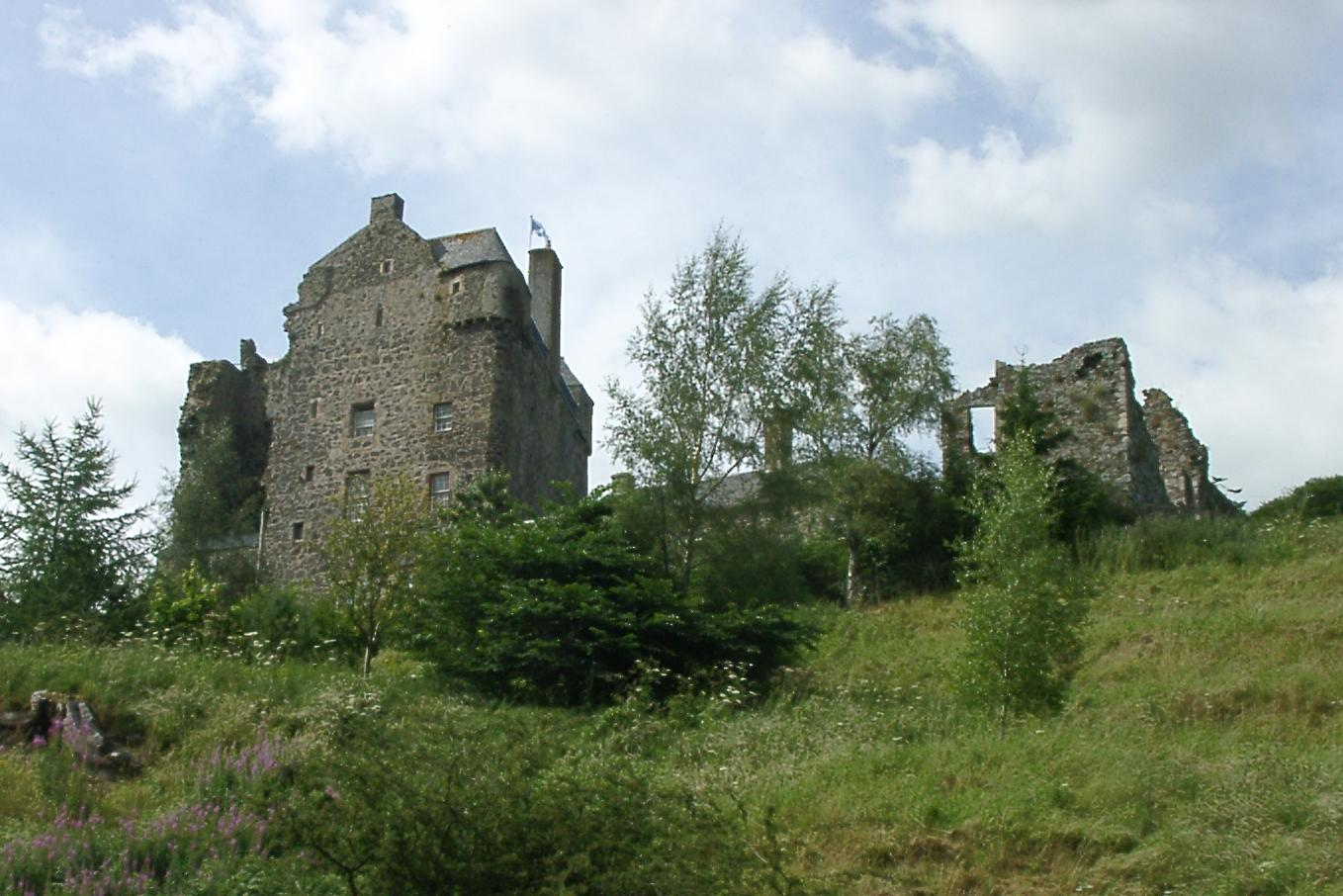
Lâu đài Neidpath

Bá tước xứ Wemyss (tiếng Anh: Earl of Wemyss) là một tước hiệu trong Đẳng cấp quý tộc Scotland được thành lập vào năm 1633. Gia tộc Wemyss người Scotland đã sở hữu vùng đất Wemyss ở Fife từ thế kỷ XII. Kể từ năm 1823, bá tước xứ Wemyss được thừa kế thêm tước vị Bá tước xứ March, được thành lập vào năm 1697. Người nắm giữ tước hiệu này đôi khi được gọi là Bá tước Wemyss và March, nhưng các tước hiệu này rất khác nhau.
Bá tước xứ Wemyss có thể được thừa kế bởi cả dòng nam và nữ, nếu bá tước đương nhiệm không có con trai thì con gái sẽ được thừa kế. Nữ thừa kế nổi tiếng nhất của gia tộc Wemyss là Margaret Wemyss, Bá tước thứ 3 xứ Wemyss, vì bà chỉ là con gái út, trên bà còn có chị cả, nhưng vì một hợp đồng hôn nhân trị giá 200.000 đồng merk Scotland giữa người cha David Wemyss, Bá tước thứ 2 xứ Wemyss với Đại tướng James Wemyss xứ Caskieberry mà tước vị được để lại cho con gái út chứ không phải con gái cả. 